# Mahoney's Last Stand
Mahoney's Last Stand es un disco de banda sonora del músico inglés, compositor, guitarrista, bajista, multinstrumentista, miembro de The Jeff Beck Group, The Faces e integrante de The Rolling Stones: Ronnie Wood, en el que participó junto con el también miembro de The Faces el bajista Ron Lane.

## Historia
Mahoney's Last Stand se hizo como banda sonora para el film canadiense Mahoney's Estate ( Mahoney's Last Stand). 
El disco fue editado en septiembre de 1976, pero sus sesiones de grabación se remontan a los meses de mayo y octubre - noviembre de 1972 en los Olympic Sound Studios, London, Inglaterra.
En este LP colaboran músicos como: Pete Townshend (The Who), Ian McLagan (Small Faces, The Faces), Micky Waller (The Jeff Beck Group), Kenney Jones (Small Faces, The Faces, The Who), Rick Grech (Family, Blind Faith) e Ian Stewart (The Rolling Stones); entre otros, acompañados por dos de los mejores bronces del Rock and Roll: Bobby Keys & Jim Price.

## Productor
- Glyn Johns

## Ingeniero de sonido
- Glyn Johns

## Canciones
- Tonight’s Number (Ronnie Wood - Ronnie Lane).
- From The Late To The Early (Ronnie Wood - Ronnie Lane).
- Chicken Wire (Ronnie Wood - Ronnie Lane).
- Chicken Wired (Ronnie Wood - Ronnie Lane).
- I’ll Fly Away (Traducido y arreglado por Ronnie Wood - Ronnie Lane).
- Title One (Ronnie Wood - Ronnie Lane).
- Just For A Moment (Instrumental)(Ronnie Wood - Ronnie Lane).
- ‘Mona’ The Blues (Ronnie Wood - Ronnie Lane).
- Car Radio (Ronnie Wood - Ronnie Lane).
- Hay Tumble (Ronnie Wood - Ronnie Lane)
- Woody’s Thing (Ronnie Wood - Ronnie Lane) ) Ian Stewart en piano.
- Rooster Funeral (Ronnie Wood - Ronnie Lane).
- Just For A Moment (Ronnie Wood - Ronnie Lane).

## Músicos
- Ronnie Wood - voz, guitarra, bajo, armónica.
- Ronnie Lane - voz, guitarra, bajo, banjo, percusión.
- Pete Townshend - guitarra, percusión.
- Rick Grech - bajo, violín, batería.
- Benny Gallagher - bajo.
- Kenney Jones - batería.
- Bruce Rowland - batería.
- Micky Waller - percusión.
- Ian McLagan - piano, harmonio, teclados.
- Ian Stewart - piano, teclados.
- Bobby Keys - saxofón.
- Jim Price - trompeta.
- Billy Nicholls - voces.
- Glyn Johns - voces.